# Lopera
Lopera è un comune spagnolo di 3 999 abitanti situato nella comunità autonoma dell'Andalusia, provincia di Jaén, comarca di Campiña de Jaén.

## Geografia fisica
Nella parte nordoccidentale del comune scorre il Guadalquivir.